# Kanton Vic-sur-Seille
Kanton Vic-sur-Seille (fr. Canton de Vic-sur-Seille) byl francouzský kanton v departementu Moselle v regionu Lotrinsko. Tvořilo ho 14 obcí. Zrušen byl po reformě kantonů 2014.

## Obce kantonu
- Bezange-la-Petite
- Bourdonnay
- Donnelay
- Juvelize
- Lagarde
- Ley
- Lezey
- Maizières-lès-Vic
- Marsal
- Moncourt
- Moyenvic
- Ommeray
- Vic-sur-Seille
- Xanrey